# Ólafsfjörður (fiordo)
Ólafsfjörður (in lingua islandese: Fiordo di Ólaf) è un fiordo situato nel settore nordorientale dell'Islanda.

## Descrizione
Ólafsfjörður è uno dei fiordi della regione del Norðurland eystra. È situato a ovest del vasto Eyjafjörður, nella parte orientale della penisola di Tröllaskagi. Subito a ovest si trova il fiordo Héðinsfjörður e ancora più a ovest il Siglufjörður.
Il fiordo è largo 3 km e penetra per 4,5 km nell'entroterra.
Due promontori larghi 500 e 800 m all'interno del fiordo separano il lago Ólafsfjarðarvatn dal mare aperto. Il lago si estende per 3 km nell'entroterra. Tra il lago e il fiordo si trova il villaggio di Ólafsfjörður, che è dotato di porto peschereccio.
Nel fiordo va a sfociare il fiume Ólafsfjarðará.

## Vie di comunicazione
Sulla sponda orientale, la strada S82 Ólafsfjarðarvegur entra nel fiordo attraverso la galleria Múlagöng lunga 3,4 km. Il villaggio di pescatori di Ólafsfjörður, con i suoi 787 abitanti (al 1 gennaio 2019), è situato sul promontorio orientale. Qui la strada gira verso sud e passando oltre il lago Ólafsfjarðarvatn conduce verso l'altopiano Lágheiði. Proseguendo verso ovest, l'Ólafsfjarðarvegur entra nel fiordo Siglufjörður e qui cambia nome diventando la S76 Siglufjarðarvegur.
La strada S82 attraversa il fiume Ólafsfjarðará proprio in corrispondenza della sua foce, passando sopra a un ponte lungo 14 metri e prosegue verso ovest attraverso la galleria Héðinsfjarðargöng.